# Suché Račkovo pleso
Suché Račkove pleso je jezero ve skupině Račkových ples v Račkově dolině v Západních Tatrách na Slovensku. Má rozlohu 0,67 ha. Leží v nadmořské výšce 1697 m.

## Okolí
Nachází se v nejvyšší části Račkovy doliny zvané Račkov Zadok. Na jihozápadě se tyčí Jakubina. Ve stejném kotli na severozápad od něj se nacházejí Vyšné Račkovo pleso a severovýchodně Nižné Račkovo pleso, se kterým se za vyššího stavu vody spojuje.

## Vodní režim
Do severozápadního konce přitéká občasné rameno Račkova potoka z Vyšného Račkova plesa a na severovýchodním břehu ústí široký průtok z Nižného Račkova plesa. Račkov potok odtéká z jihozápadního konce plesa do Čierneho Račkova plesa. Náleží k povodí Váhu. Rozměry jezera v průběhu času zachycuje tabulka:

## Přístup
Ve vzdálenosti 100 m od plesa prochází  žlutá turistická značka přístupná pěšky v období od 16. června do 31. října, z níž vede neznačená odbočka k plesu, na níž je přístup zakázán.
- po  žluté turistické značce z Račkovy doliny.
- po  žluté turistické značce z Račkova sedla na hlavním hřebeni Západních Tater.